# Adamello (monte)
L'Adamello (Adamèl in dialetto bresciano) è una montagna delle Alpi Retiche meridionali, in Lombardia (Val Camonica), che costituisce la vetta principale del gruppo omonimo e della provincia di Brescia.

## Origine del nome
Per i ricercatori sembra che il nome derivi dalla valle dell'Adamè, percorsa dall'omonimo  piccolo affluente del fiume Oglio. L'Adamello è ricordato per la prima volta nella Carte générale du théâtre de la guerre en Italie et dans le Alpes, pubblicata nel 1797 dal Bacler d'Albe. L'etimologia del nome "Adamello" è incerta, ma una delle teorie più accreditate lo fa derivare dal termine greco "adàmas", che significa diamante, cristallo o ghiaccio secondo l'Enciclopedia Bresciana. Altri ipotizzano un'origine dal nome personale Adamo o da un nome di pianta sconosciuta riporta l'Enciclopedia Bresciana.

## Storia

### Prima ascensione
La vetta dell'Adamello fu vinta per la prima volta da un giovane alpinista boemo, Julius von Payer, assieme alla guida alpina Giovanni Catturani, il 15 settembre 1864, tre settimane dopo la conquista della vicina Cima Presanella da parte di un'altra spedizione alpinistica. La squadra che supportò i due primi salitori era composta, oltre a loro, dall'altra guida alpina Girolamo Botteri e da un portatore locale, Antonio Bertoldi.
Partita l'8 settembre, la spedizione commise due errori, dovuti alla mancanza di orientamento, scambiando due vette secondarie (il Dosson di Genova, 3419 m, e il Corno Bianco, 3434 m) per la cima principale, conquistandole entrambe prima di affrontare la vera cima. La via di salita scelta da Payer, Botteri e Caturani è quella considerata ancora oggi come una delle più facili (anche se da allora molto è cambiato nella conformazione dei ghiacciai), partendo dalla Val Genova, sul versante trentino, e attraversando il Pian di Neve sino alle vette.
La prima ripetizione, sempre estiva, venne portata a termine, seguendo un percorso simile, da una squadra in gran parte di nazionalità britannica, composta dal londinese Douglas William Freshfield, dal celebre Francis Fox Tuckett, dagli alpinisti Fox e Backhouse, dalle guide svizzere Devouassoud e Michel, e per finire dal portatore Gutmann. 

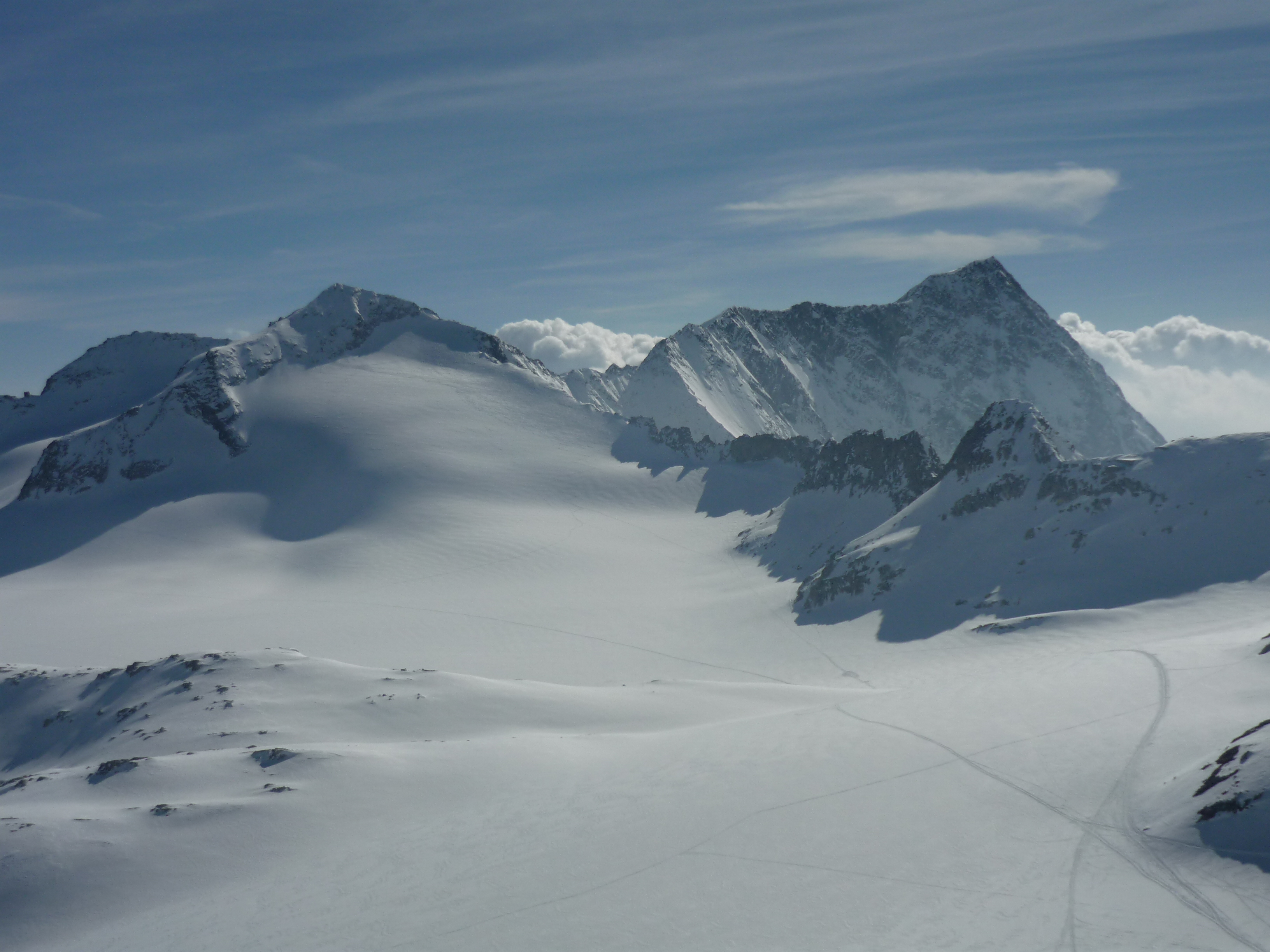
L'Adamello (a destra) e il Corno Bianco (a sinistra)

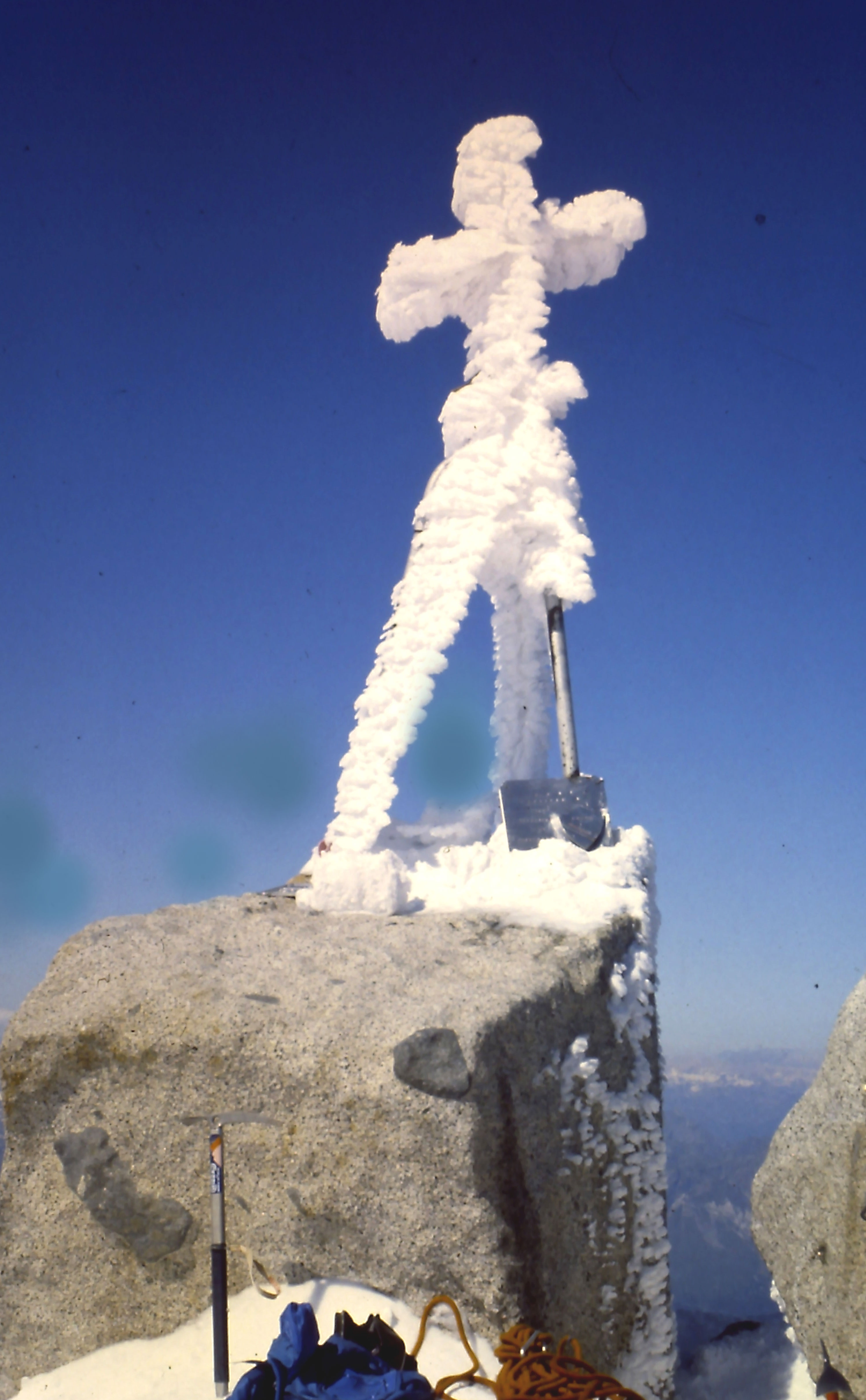
La piccola croce in vetta dell'Adamello

Pur rischiando anch'essi di commettere errori nella scelta della via, arrivarono in vetta, il 3 luglio 1865, dichiarando di aver impiegato un tempo minore rispetto alla prima compiuta da Payer l'anno precedente.

### Salita alla vetta
Per salire in vetta, la storica via normale  parte dal rifugio Rifugio Giuseppe Garibaldi passando per il passo Brizio (oggi attrezzato) e per il passo degli Italiani (oggi in disuso, aggirato dal ghiacciaio). Le vie di salita sono però molteplici come le valli adamelline: dal Gnutti per la via Terzulli, dal Prudenzini per il Salarno o dalla Lobbia per la val di Genova o per il Tonale (Presena). Sempre dal rifugio Garibaldi l'Adamello è raggiungibile attraverso le storiche vie alpinistiche sulla parete Nord e sulla parete Ovest.
I primi salitori scelsero la Val Genova, attraverso i ghiacciai del Mandrone, del Pian di Neve e dell'Adamello. Questa è ancora una delle vie più frequentate per raggiungere la cima dal versante trentino e, a parte l'obbligo di utilizzare l'attrezzatura da ghiacciaio e prestare attenzione alle insidie oggettive che il ghiaccio comporta, si tratta di una lunga e faticosa camminata, tecnicamente elementare.

### Cima
La cima dell'Adamello si trova all'interno del territorio comunale di Saviore dell'Adamello, sebbene il confine con Edolo sia a pochi metri. Sulla vetta è installata una piccola croce montata su un cavalletto con la fotografia di Giacomo Comincioli, eroe camuno. Questa sorregge anche una campanella; sotto la croce si trova inoltre una piccola targa recante la Preghiera dell'Alpino.

### Passo dell'Adamello
Il Passo dell'Adamello è il passo che separa l'Adamello dal Corno Miller.

### La Prima Guerra mondiale

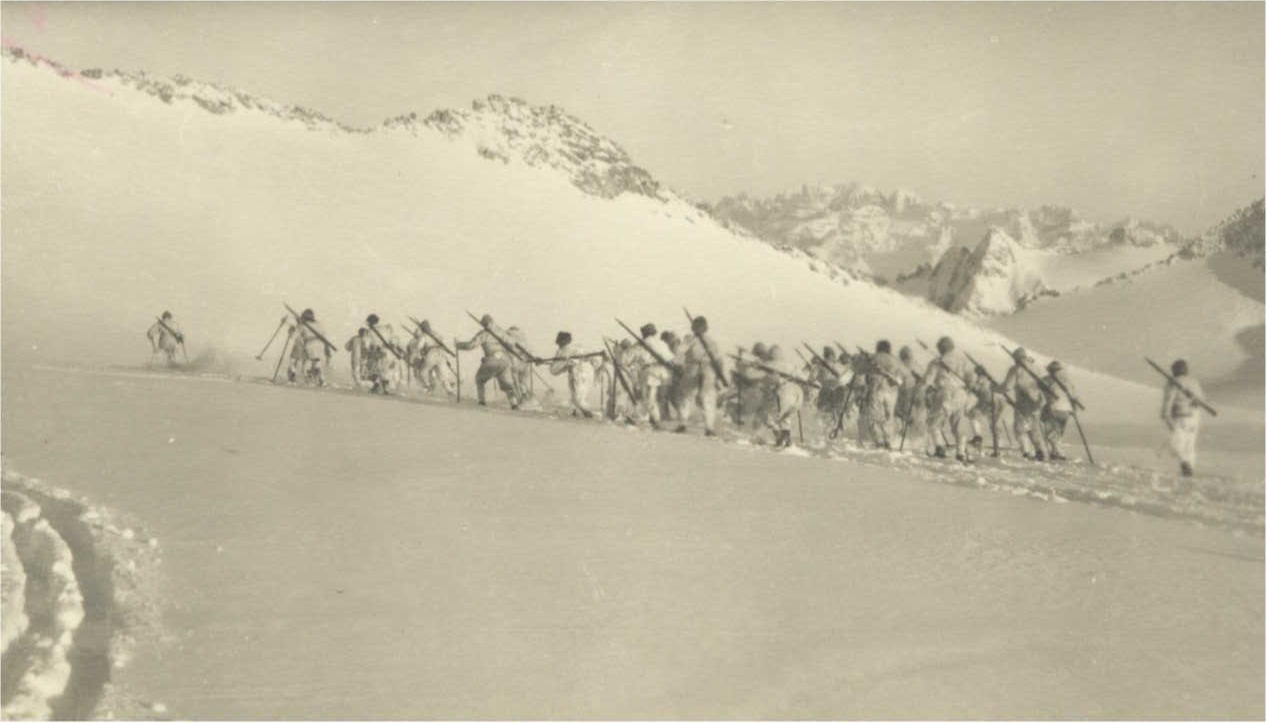
Pattuglia di Alpini sull'Adamello durante la prima guerra mondiale

L'Adamello era sul fronte nella Prima Guerra mondiale dal 1915 al 1918. Il 25 maggio 1918 il generale di Brigata Guglielmo Cassinelli, partito in volo per un’azione lontana, ostacolato da proibitive condizioni atmosferiche, fu costretto ad atterrare sui ghiacciai insidiosi dell’Adamello a 3150 m di altitudine.
Su una cresta del gruppo durante la grande guerra le truppe da montagna del Regio Esercito Italiano piazzarono, partendo da Temù (1144 m) in Val Camonica e attraversando il ghiacciaio del Mandrone, il cannone 149G detto "Ippopotamo": pesante oltre 6000 kg, esso richiese innumerevoli uomini e grandi fatiche per poter giungere alla quota di combattimento (3315 m), dove tutt'oggi si trova. Sin d'allora, questa ardua impresa rappresenta il sacrificio e il valore di migliaia di Alpini che per la prima volta affrontavano un conflitto di proporzioni mondiali su un terreno così ostile, in cui a mietere il maggior numero di vittime non era tanto il fuoco nemico, quanto le avversità naturali della Guerra Bianca.